# Pommerby
Pommerby est une commune de l'arrondissement de Schleswig-Flensbourg, Land de Schleswig-Holstein.

## Géographie
Située sur la mer Baltique, la commune regroupe les villages de Börsby, Gammeldamm et Niedamm. Au nord du territoire se trouve une réserve naturelle.

## Histoire
La commune de Pommerby est mentionnée pour la première fois en 1409. Elle fait partie de la paroisse de Gelting. Les villages de Gammeldamm et Niedamm appartiennent au domaine de Düttebüll, Börsby à celui de Buckhagen.
Avec le passage du Schleswig-Holstein dans la Prusse en 1867, Pommerby devient indépendant.
Alors que la plupart des communes fusionnent au cours du XXe siècle, les limites du village de Pommerby restent inchangées.
Le phare de Falshöft est construit en 1910 et mesure 26 m de haut.

## Personnalités liées à la commune
- L'écrivain régionaliste Georg Asmussen (de) est né à Pommerby en 1856.

## Source, notes et références
- (de) Cet article est partiellement ou en totalité issu de l’article de Wikipédia en allemand intitulé « Pommerby » (voir la liste des auteurs).